# Ludwig Heimrath Jr.
Ludwig Heimrath Jr. (ur. 9 września 1956 roku w Scarborough) – kanadyjski kierowca wyścigowy.

## Kariera
Heimrath Jr. rozpoczął karierę w międzynarodowych wyścigach samochodowych w 1980 roku od startów w World Challenge for Endurance Drivers, gdzie jednak nie zdobył punktów. W późniejszym okresie Kanadyjczyk pojawiał się także w stawce World Sportscar Championship, World Championship for Drivers and Makes, IMSA Camel GTO, Amerykańskiej Formuły Super Vee Robert Bosch/Valvoline Championship, FIA World Endurance Championship, 24-godzinnego wyścigu Le Mans, IMSA GTU Championship, IMSA Camel GT Championship, CART Indy Car World Series oraz CASC Rothmans Porsche Challenge Series.
W CART Indy Car World Series Heimrath startował w latach 1984-1985, 1987-1989. Najlepszy wynik Kanadyjczyk osiągnął w 1989 roku, kiedy uzbierane czterech punktów dało mu 26 miejsce w końcowej klasyfikacji kierowców.